# Chaetodon declivis
Chaetodon declivis är en fiskart som beskrevs av Randall, 1975. Chaetodon declivis ingår i släktet Chaetodon och familjen Chaetodontidae. IUCN kategoriserar arten globalt som livskraftig. Inga underarter finns listade i Catalogue of Life.